# Resolució 2093 del Consell de Seguretat de les Nacions Unides
La Resolució 2093 del Consell de Seguretat de les Nacions Unides fou adoptada per unanimitat el 6 de març de 2013. El Consell va ampliar el mandat de la Missió de la Unió Africana a Somàlia (AMISOM]) durant un any fins al 28 de febrer de 2014, i va abolir parcialment l'embargament d'armes que havia estat vigent durant 20 anys contra aquest país.

## Detalls
En assumir el càrrec, el president Xasan Sheekh Maxamuud i el seu gabinet en el nou govern federal de Somàlia van reprendre els esforços dels somalis i dels grups d'interès internacionals per posar fi al embargament d'armes de l'ONU de 21 anys a Somàlia, que era el bloqueig d'armes mundial més antic. El Consell de Seguretat va imposar la prohibició l'any 1992, poc després de l'inici de la guerra civil i la derrota del règim de Siad Barre, per tal d'evitar el flux d'armes pels grups de milícies conflictius. Una eventual derogació de l'embargament ha estat un dels objectius futurs dels signants en el procés polític transitori de 2011-2012. El govern de Mohamud, els analistes de seguretat de Somàlia i els experts militars van argumentar que l'aixecament de la prohibició de la compra d'armes facilitaria els intents de les autoritats somalis d'enfortir les Forces Armades de Somàlia, i equiparia més eficaçment als militars per destruir les restes de la insurrecció islamista. Els Estats Units, la Unió Africana, la Lliga Àrab, i la IGAD van donar suport la proposta. El març de 2013 el secretari general de l'ONU Ban Ki-Moon també va instar als membres del Consell de Seguretat a votar per eliminar les sancions per ajudar les autoritats de Somàlia a enfortir el seu aparell de seguretat i consolidar guanys militars.
Encara que Gran Bretanya i França van expressar reserves en augmentar el flux general d'armes cap a Somàlia, els funcionaris del Regne Unit van començar a redactar una resolució per alleujar l'embargament d'armes per part del govern somali durant un període provisional d'un any. El projecte de resolució requeriria que les autoritats de Somàlia o l'estat subministrant de l'equip militar notifiquessin al consell "almenys cinc dies abans dels lliuraments d'armes i equipament militar […] proporcionant detalls sobre aquestes entregues i assistència i el lloc específic de lliurament a Somàlia". A més, la proposta preveia que el govern de Somàlia proporcionés rutinàriament actualitzacions sobre l'estat estructural de l'exèrcit, així com informació sobre la infraestructura existent i els protocols dissenyats per assegurar el lliurament, l'emmagatzematge i el manteniment segurs de l'armament.
En la reunió del 6 de març de 2013, el Consell de Seguretat va aprovar per unanimitat la resolució 2093 per suspendre l'embargament d'armes a Somàlia durant un període d'un any. El suport aixeca oficialment la prohibició de la compra d'armes lleugeres, però conserva certes restriccions sobre l'adquisició d'armes pesants com ara míssils terra-aire, obusos i canons. Estableix que el bloqueig "no s'apliqui als lliuraments d'armes o equip militar o la prestació d'assessorament, assistència o formació, destinada exclusivament al desenvolupament de les forces de seguretat del Govern Federal de Somàlia, o per proporcionar seguretat als somalis, excepte en relació amb els lliuraments dels elements que figuren en l'annex a aquesta resolució." La derogació afegeix que les armes se subministraran "únicament per al desenvolupament de les forces de seguretat del Govern Federal de Somàlia no es revendran ni es transferiran, ni es posaran a disposició per a ser utilitzades per cap persona o entitat que no estigui al servei de les Forces de Seguretat del Govern Federal de Somàlia." Es va programar que es revisés el 2014.